# Euryodendron excelsum
Euryodendron excelsum är en tvåhjärtbladig växtart som beskrevs av Hung T. Chang. Euryodendron excelsum ingår i släktet Euryodendron och familjen Pentaphylacaceae. Inga underarter finns listade i Catalogue of Life.